# Cena předsedy Rady pro výzkum, vývoj a inovace
Cena předsedy Rady pro výzkum, vývoj a inovace (Cena předsedy RVVI) se uděluje za propagaci či popularizaci výzkumu, experimentálního vývoje a inovací. Ocenění je určeno nejen vědeckým pracovníkům, ale také novinářům, učitelům, podnikatelům, cestovatelům a dalším, kteří publikují na téma vědy a techniky a celkově přispívají k popularizaci vědy a výzkumu. Cenu uděluje a o jejím nositeli rozhoduje předseda Rady pro výzkum, vývoj a inovace.
Finanční ocenění je poskytováno z rozpočtové kapitoly Úřadu vlády České republiky a lze jej udělit v jednom kalendářním roce pouze jednou až do výše 400 000 Kč.
Kandidáty na ocenění navrhuje odborná vědecká veřejnost.

## Historie
Ocenění navazuje na Cenu předsedy Rady vlády ČR pro výzkum a vývoj za popularizaci výzkumu a vývoje v hromadných sdělovacích prostředcích, která byla udělována v letech 1995–1999. Tou byla oceňována práce žurnalisty, který se na vysoké odborné úrovni věnoval popularizaci výzkumu a vývoje. Byla spojena s peněžitou odměnou ve výši 35 000 Kč. Zákon č. 218/2000 Sb., o rozpočtových pravidlech znemožnil dotovány cen z prostředků státního rozpočtu na výzkum a vývoj, čímž bylo vyhlašování ukončeno.

Zákon č. 26/2008 Sb. opět umožnil financování a tedy návrat ceny s dotací zvýšenou na půl milionu. Ten proběhl roku 2008 ve spolupráci s pořádající společností Česká hlava s.r.o. (dříve Caneton s.r.o.) společně s udělováním Národní ceny vlády Česká hlava. Následujícího roku byl nominován astrofyzik Jiří Grygar. Cenu však nepřijal se zdůvodněním:
„Ta cena nese jméno Rady vlády pro výzkum, vývoj a inovace, která od července letošního roku soustavně poškozuje zájmy a dobré jméno Akademie věd České republiky, ve které pracuji. To je cena, kterou prostě nemohu přijmout.“
Jiří Grygar 
Udělování bylo přerušeno až do roku 2016, kdy se cena vrátila samostatně s aktuálně platným statutem. Prvním laureátem nového formátu ocenění se v roce 2016 stal astrofyzik Jiří Grygar.
Znění statutu bylo aktualizováno v roce 2024 návazně na změnu nařízení vlády č. 71/2013 Sb., o podmínkách pro ocenění výsledků výzkumu, experimentálního vývoje a inovací, ve znění pozdějších předpisů.

## Laureáti
Od roku 2016
- 2023 – Jan Konvalinka
- 2022 – Ivan Boháček (redaktor časopisu Vesmír)
- 2021 – František Koukolík
- 2020 – Václav Cílek
- 2019 – Václav Větvička
- 2018 – Jaroslav Petr
- 2017 – Jan Žďárek
- 2016 – Jiří Grygar

2008–2009
- 2009 – Jiří Grygar - ocenění nepřijal
- 2008 – Cyril Höschl[10][11][12]

1995–1999
- 1999 – Martin Uhlíř a Josef Matyáš (redaktor Lidových novin)
- 1998 – Šárka Zpěváková (redaktorka Ekonomu a přílohy Hospodářských novin)
- 1997 – Ivo Budil
- 1996 – Tomáš Jančařík (externí režisér České televize)
- 1995 – Ing. Karel Pacner a Pavel Baroch (publicista - Mladá fronta Dnes)